# قارب نجاة

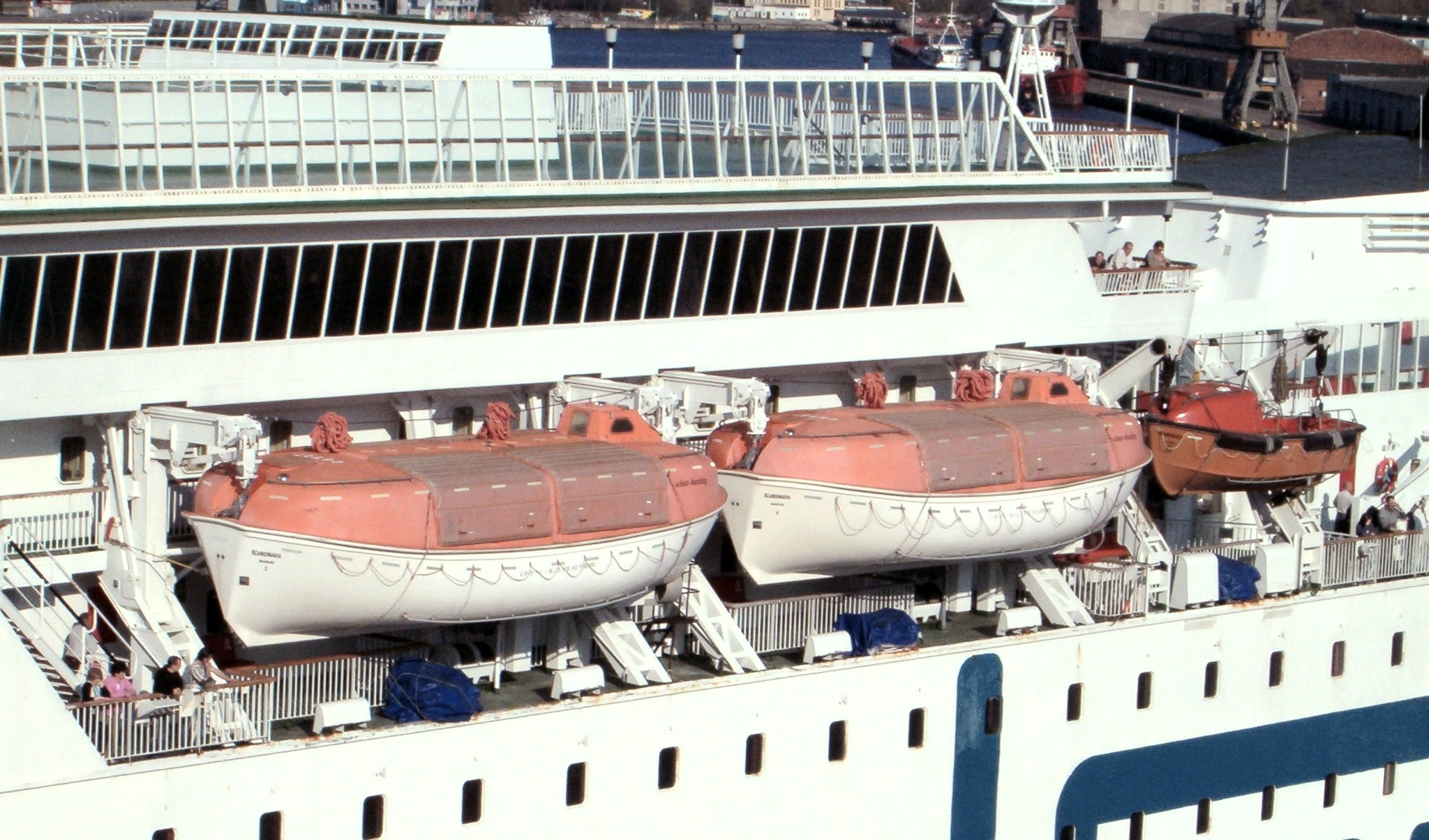
قوارب النجاة على متن سفينة حديثة للركاب.

يستعمل قارب النجاة لإنقاذ المسافرين بالبحر عند حدوث حادث على السفينة ترغم المسافرين أو العمال على تركها واللجوء إلى قوارب النجاة لإنقاذ حياتهم. وفي العادة تحمل كل سفينة 100% من قوارب النجاة لعدد الارواح على الاقل لاستعمالها في حالة الخطر.
وقوارب النجاة يمكن أن تكون صلبة من الخشب أو البلاستيك كقوارب النجاة أو تكون من المطاط وصالحة للأستعمال بعد نفخها بالهواء ذاتيا كرماثات النجاة.

## قوارب انقاذ السقوط الحر

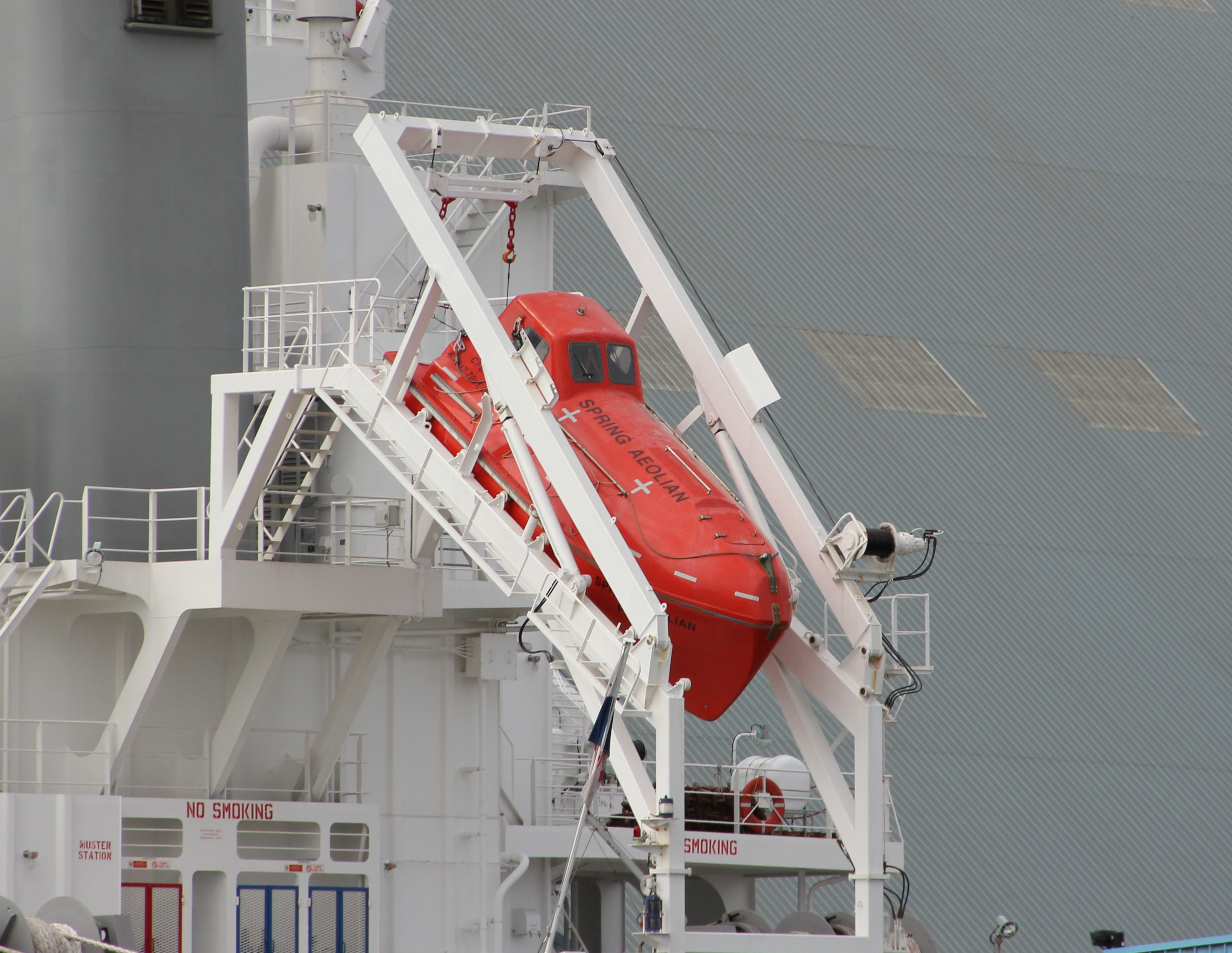
السقوط الحر قارب نجاة

استحدث نوع من قوارب النجاة للاستعمال على السفن الشاحنة للغاز، حيث تكون سرعة الإنقاذ مطلوبة. ففي حالة ارتفاع درجة الحرارة على السفينة إلى درجة قريبة من درجة الاشتعال (60 درجة مئوية)، قد يتطلب الحال أن تتم عملية إنقاذ العاملين على السفينة في أسرع وقت قبل أن يحدث انفجار يؤدي بحياتهم. ويتسم ذلك النوع من قوارب الإنقاذ أنه يكون مغلقا حتي لا تصيب النار من بداخله ولمنع تعرضعم إلى غازات سامة في البحر. علاوة على ذلك يختار مكان الزورق في خلفية السفينة ويكون موضوعا بطريقة بحيث ينزلق إلى الماء تحت تأثير الجاذبية. وهو لذلك يسمي زورق إنقاذ بالسقوط الحر . كما يجهز بمحرك سريع يعمل بالطاقة الكهربية أو بالوقود. ويجري العاملون على السفينة تدريبات على سرعة ركوبهم الزورق وسرعة إغلاقة، ثم العمل على انزلاقه إلى البحر ومغادرة السفينة الأم. والعاملين على السفينة يتحملون الكثير أثناء أداء تلك التدريبات حيث يصل ارتفاع سقوطهم الحر في الماء إلى نحو 4 أمتار. وتنص معاهدة السلامة في البحار (SOLAS) على توافر شروط السلامة والامان على كل وسائل النجاة وضرورة تواجد وسائل الإطفاء على تلك الزوارق وكذلك طرق للتهوية لا تعتمد على الهواء الخارجي في المنطقة بالإضافة إلى وسائل الإسعاف الأولي.

## الانقاذات الخاصة
وفي الاستخدامات العسكرية لإنقاذ رجال البحرية أو الطيارين التي تصاب طائراتهم فوق البحر ويضطرون إلى القفز منها بكرسي النجاة، تكون معهم زوارق للنجاة من المطاط، تنفرد وتتخذ شكلها بالنفح بالهواء، وتكفي لرجل واحد أو رجلين. يركبها الطيار بعد سقوطه بالمظلة في الماء. وهي تحتوي على مؤونة لطعامه وشرابه تكفيه عدة أيام إلى حين أن يعثر الجيش عليه.